# 福岡市立入部幼稚園
福岡市立入部幼稚園（ふくおかしりつ いるべようちえん）は、かつて福岡県福岡市早良区東入部二丁目に存在した公立幼稚園。

## 沿革
- 1971年（昭和46年） - 早良郡早良町立早良幼稚園として開園
- 1975年（昭和50年） - 福岡市立入部幼稚園に改称
- 2018年（平成30年）3月 - 閉園

## 関係機関
- 福岡市立入部小学校

## 周辺の事物
- 紫雲山徳勝寺
浄土真宗本願寺派の寺。北方の東入部2丁目地点に所在。
- 松ヶ根の井
菅公伝説に由来する古跡。わずか北方に所在。